# Carl Julius Gebauhr

Porträt

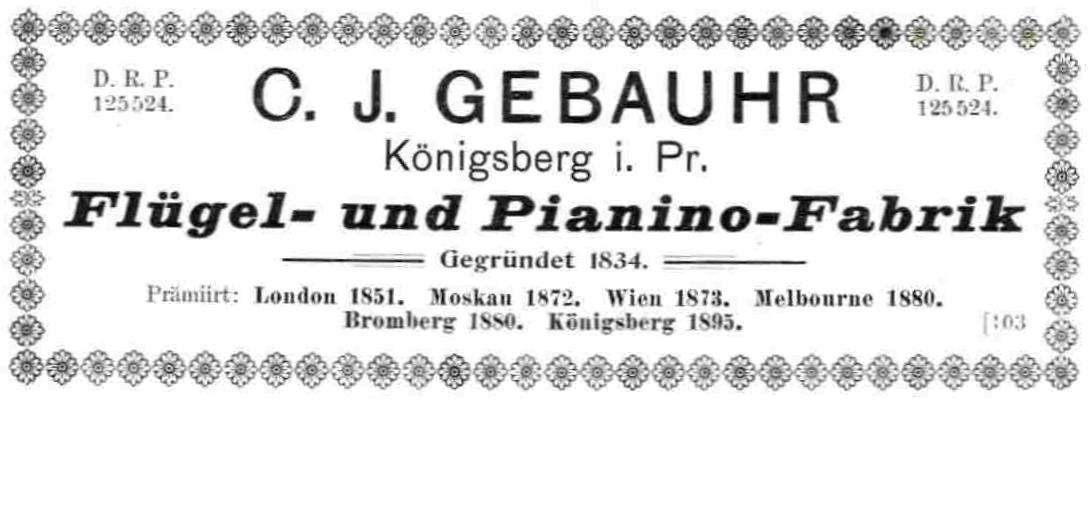
Werbung

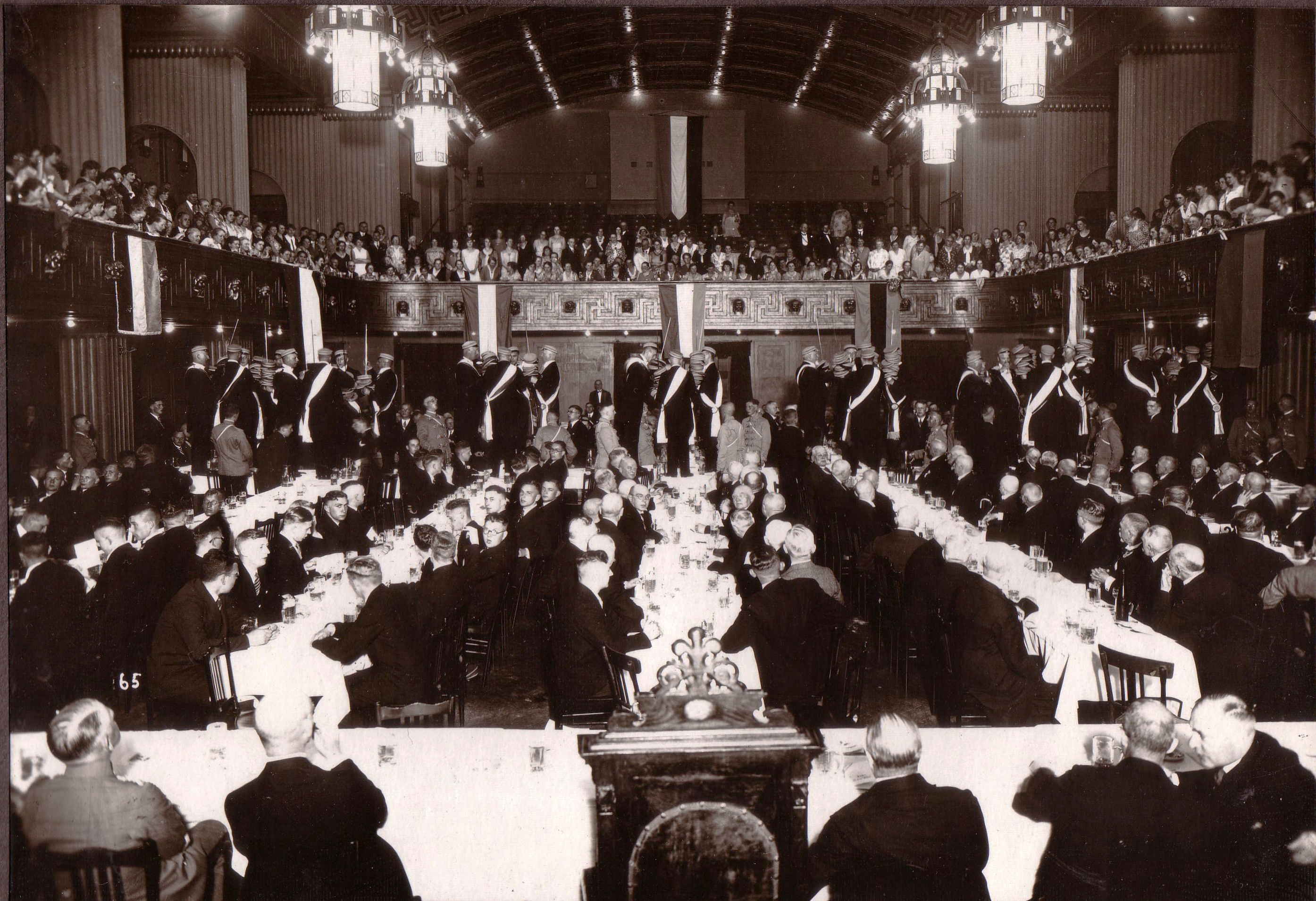
Kommers im Gebauhr-Saal (1930)

Carl Julius Gebauhr (* 9. Februar 1809 in Haffstrom, Kr. Königsberg; † 9. Mai 1881 in Königsberg i. Pr.) war ein deutscher Klavierbauer.

## Leben
Als Pfarrersohn besuchte Gebauhr das Altstädtische Gymnasium in Königsberg. Nach einer Tätigkeit in einer Königsberger Tischlerei lernte er das Klavierbauhandwerk bei einem deutschen Klavierbauer in Moskau. Seit 1832 war er gesuchter Klavierstimmer in Königsberg, bis er 1834 eine eigene Werkstatt mit zwei Gesellen einrichtete. 1841 eröffnete er zwischen Lobeck- und Rippenstraße eine Klavierfabrik, deren vorzügliche Instrumente bald in alle Erdteile ausgeführt wurden. Gebauhr erwarb die Güter Willkühnen (russisch: Golowenskoje) und Alexwangen (Aralskoje) im Samland.  
Gebauhr gründete das Konservatorium Königsberg und half mit erheblichen Mitteln beim Bau der Stadthalle. Für den nach ihm benannten Saal stiftete der eine Sohn, der Arzt Dr. Georg Gebauhr, eine Erzbüste seines Vaters.
Der Sohn Julius, seit 1877 Prokurist, führte das Unternehmen erfolgreich weiter. Als er 1913 starb und seine Kinder andere Berufe ergriffen hatten, wurde die Fabrik geschlossen.

## Ehrungen
- Kommerzienrat
- Stadtverordneter von Königsberg
- Königlicher Kronen-Orden (Preußen)